# Petrus van der Hagen
Petrus van der Hagen (Amsterdam, 26 april 1641 - Amsterdam, 3 juli 1671) was een Nederlandse predikant. Van der Hagen was een zoon van Pieter van der Hagen en Susanna Ruts.
Van der Hagen studeerde theologie in Leiden, waar hij in 1660 proponent werd. Als student was hij pastoraal werker op de ambassade te Parijs. Gedurende 1660 en 1661 ging Van der Hagen mee met buitengewone ambassadeurs naar Engeland en naar Frankrijk om daar als predikant dienst te doen. Achtereenvolgens is Van der Hagen predikant in Leidschendam (1663), Leiden (1664) en Amsterdam (1670). Hij was gehuwd met Adriana van Wassenaar van 1663 tot het overlijden van Adriana in 1667. Hierna hertrouwt hij in 1670 met Marija du Noijs. Van der Hagen overlijdt op 30-jarige leeftijd op 3 juli 1671 te Amsterdam. Hij is begraven in de Nieuwezijds Kapel aan het Rokin te Amsterdam.
- Biografisch Portaal: 09676469
- Digitale Bibliotheek voor de Nederlandse Letteren: hage036
- Gemeinsame Normdatei: 102535213
- International Standard Name Identifier: 0000 0000 0454 2932
- Library of Congress Control Number: no2013085244
- Nederlandse Thesaurus van Auteursnamen: 069800030
- Virtual International Authority File: 7778227
- WorldCat: E39PBJp6c9gT88mkb87vWmcwYP